# Antepipona curialis
Antepipona curialis är en stekelart som först beskrevs av Mor.  Antepipona curialis ingår i släktet Antepipona och familjen Eumenidae. Inga underarter finns listade i Catalogue of Life.